# (11027) Astafʹev
(11027) Astafʹev (1986 RX5) – planetoida z grupy pasa głównego asteroid okrążająca Słońce w ciągu 3,19 lat w średniej odległości 2,16 j.a. Odkryta 7 września 1986 roku.